# La Voz de Barcelona
La Voz de Barcelona era un diario digital barcelonés de información política de Cataluña escrito en español. Lleva inactivo desde el marzo de 2013.
Fue fundado el 11 de marzo de 2008 por Alejandro Tercero y Daniel Tercero. Era el sexto diario puramente digital catalán más leído en internet (marzo de 2012) y no recibía -ni solicita- subvenciones públicas de la Generalidad de Cataluña.
Su línea editorial era contraria al independentismo catalán y conservador.
Actualmente, tras fusionarse con El Debat, pasó a formar convertirse en Crónica Global y a su vez se convirtió en la sucursal de El Español en Cataluña, conservando su nombre, siendo conocido como Crónica Global - El Español.